# Centennial Place (Calgary)
Centennial Place ist ein Gebäudekomplex bestehend aus zwei Bürogebäuden in Calgary, Alberta, Kanada. Die Gebäude wurden zu Ehren von Albertas Hundertjahrfeier (Centennial year) benannt. Der Komplex verfügt über eine fünfstöckige Tiefgarage mit 793 Parkplätzen. Die Bürofläche umfasst 110.000 m². Die Gebäude wurden 2010 für die Oxford Property Group fertiggestellt. Centennial I erreicht eine Dachhöhe von 165 Metern, mit den Antennen 182 Meter. Centennial II erreicht eine Höhe von 100 bzw. 117 Metern. Der Gebäudekomplex ist an das Plus 15-Skywalk-Netzwerk der Stadt angeschlossen.
In den Gebäuden haben mehrere Unternehmen Büroflächen angemietet, darunter Vermillion Resources, Borden Ladner Gervais, Divestco, Baytex Energy, ERCB, Murphy Oil, The Alberta Securities Commission, Spencer Stuart und OMERS Worldwide.